# يمه
يمة هي إحدى خرب دير الغصون في إسرائيل أقطتعت من البلدة عام 1943،وهي اليوم جزء من تجمع خرب دير الغصون تحت مجلس موحد يسمى زيمر.
مدرسة يمة الثانوية الزراعية
هي مدرسة تأسست في سبعينيات القرن الماضي، وبالتحديد عام 1972م، إذ كانت المدرسة الأولى من نوعها في ضواحي المثلث والثانية في الوسط العربي بإسرائيل.
تقع المدرسة في قرية يمه التي هي جزء من تجمع دير الغصون- زيمر، والذي يحوي أربع قرى هم يمه، المرجة، بير السكة، وإبثان. بدأت المدرسة بخطوات متواضعة جدًا، أما اليوم، فتوسعت وتطورت حتى بدأت استيعاب الطلاب من القرى المجاورة.
منذ نشأتها، مرت المدرسة بتطورات كبيرة. في بادئ الأمر، كانت المدرسة عبارة عن أربع غرف صفية، بلغت مساحتها 6.3 دونم، أما الآن، فأصبحت تتكون من 21 غرفة صفية بالإضافة إلى ساحاتها المدرسة الواسعة.